# Amarnabrevene
Amarnabrevene er en samling af lertavler med kileskrift. De er hovedsagelig skrevet på akkadisk. Tavlerne blev fundet i Egypten i 1887.
Amarnabrevene indeholder den diplomatiske korrespondance mellem de egyptiske faraoer Amenhotep III og Akhnaton og deres vasalkonger i Palæstina og Syrien, samt med andre storkonger i Mellemøsten. Samlingen består af 382 forskellige breve som er dateret til to årtier i midten af 1300-tallet f.Kr.
Brevene er en uvurderlig kilde til den politiske situation i Palæstina og Syrien på denne tid. De viser tilmed hvordan de diplomatiske kontakter mellem forskellige stater foregik, og hvordan egypterne administrerede deres vasalstater.
I dag er brevsamlingen spredt over flere steder rundt om i verden. De fleste befinder sig på Vorderasiatisches Museum i Berlin og på British Museum i London. De blev første gang oversat af J. A. Knudtzon til tysk i 1907-15, men den seneste komplette oversættelse blev foretaget af William L. Moran, og udgivet på fransk i 1987 og på engelsk i 1992.